# Jörg Hartmann et Lothar Schleusener
Jörg Hartmann (né le 27 octobre 1955) et Lothar Schleusener (né le 14 janvier 1953), tous les deux décédés le 14 mars 1966 à Berlin-Est) sont, à respectivement 10 et 13 ans, les plus jeunes personnes à avoir été abattues en tentant de passer le mur de Berlin. 

## Biographies
Jörg Hartmann grandit dans le quartier de Friedrichshain à Berlin-Est. Sa mère est atteinte d'un handicap mental ; son père vit à Berlin-Ouest ; il est donc élevé par sa grand-mère. Le 14 mars 1966, alors âgé de dix ans, il quitte son domicile et se dirige vers le Mur avec son ami Lothar Schleusener, alors âgé de treize ans. Hartmann, qui vivait avec ses frères et sœurs chez sa grand-mère à Berlin-Est, entend vraisemblablement tenter de rejoindre son père à Berlin-Ouest, le jeune Est-allemand ayant obtenu son adresse juste auparavant.

## Plan d'évasion et mort
Les deux amis sont restés le soir du 14 mars 1966 dans la colonie de jardins familiaux « Sorgenfrei » au nord de Treptow, un quartier de Berlin-Est.
Le plan d'évasion des deux garçons consiste à ramper à travers le tuyau par lequel l'eau du fossé de Heidekamp passe alors sous la frontière. Vers 19 h 15, les deux garçons pénètrent dans la zone interdite au-delà de la barrière intérieure de la zone frontalière. Les gardes-frontières ne perçoivent que des silhouettes. Ils les avertissent par des tirs de sommation puis, lorsque les garçons ne rebroussent pas chemin,  ouvrent le feu, bien que l'utilisation d'armes à feu ait été expressément interdite contre des enfants, et les abattent. Jörg, qui reçoit plusieurs tirs à la tête, est tué sur le coup, tandis que Lothar, gravement touché, est hospitalisé d'urgence, mais décède de ses blessures quelques heures plus tard.

## Suites juridiques
La Sécurité d'État est-allemande tente de dissimuler l'incident. Les corps des deux enfants ont été incinérés dans le crématorium voisin de Baumschulenweg. La famille de Jörg Hartmann a été informée que le garçon s'était noyé dans un lac près de Treptow. On a fait croire à la mère de Lothar Schleusener que son fils était mort d'une décharge électrique dans une petite ville près de Leipzig.
À l'époque, les deux gardes-frontières, Siegfried B. et Paul P., n'ont pas été poursuivis malgré la violation du règlement applicable sur l'utilisation des armes à feu. Après la chute du Mur, en novembre 1997, le dossier est rouvert : l'ancien chef de poste Siegfried B., qui affirme n'avoir pas su, en ouvrant le feu, qu'il tirait sur des enfants, est condamné pour homicide involontaire à une peine de prison de 20 mois avec sursis par le tribunal régional de Berlin,. Paul P. était déjà décédé au moment du procès. Aucune enquête n'a été ouverte contre les supérieurs des deux gardes-frontières. 
Jörg n'est pas la plus jeune personne recensée comme étant victime du Mur. Entre 1966 et 1975, cinq enfants âgés de cinq à huit ans sont morts noyés par accident, séparément, dans la rivière Sprée là où elle constituait la frontière entre Berlin-Est et Berlin-Ouest, administrée par Berlin-Est et dans la zone interdite couverte par le Mur. Ces enfants, contrairement à Jörg et Lothar, ne tentaient pas de traverser la frontière, et n'ont pas été tués par les gardes, mais ces derniers furent accusés d'avoir tardé à leur porter secours, voire d'avoir entravé des tentatives de secours. Enfin, en 1973, un enfant âgé de quinze mois est mort accidentellement étouffé par sa mère qui tentait de l'empêcher de pleurer pendant qu'elle passait le Mur.

## Souvenir

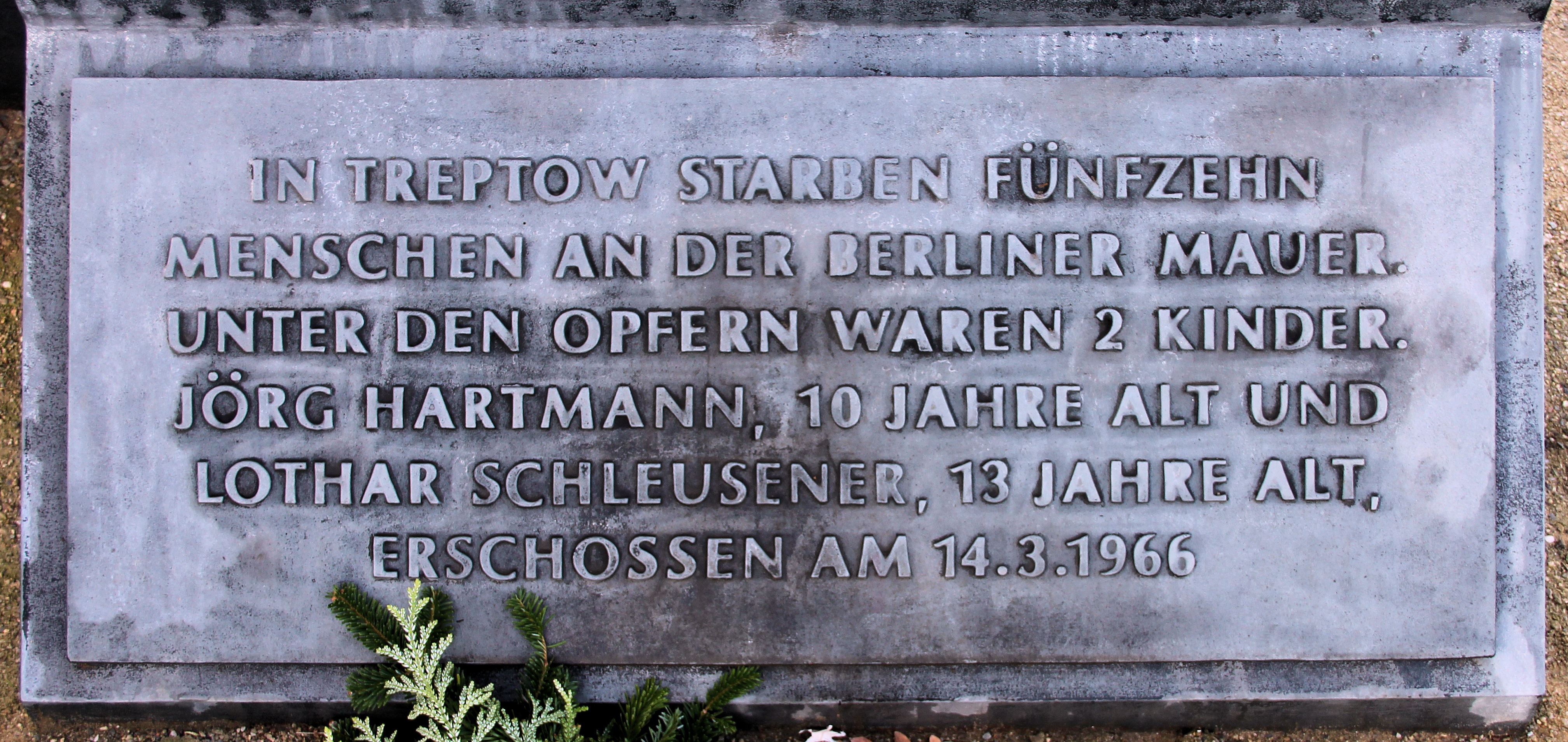
Plaque commémorative, Kiefholzstrasse 333, à Berlin-Plänterwald.

À l'initiative de l'assemblée du district de Treptow, un mémorial a été érigé en 1999 en mémoire des 15 victimes du mur dans le quartier de Treptow. Le mémorial créé par les sculpteurs Rüdiger Roehl et Jan Skuin a été érigé au numéro 33 de la Kiefholzstrasse, près du parc traversé par Hartmann et Schleusener pour atteindre le Mur et où ils ont été abattus. Le monument représente la silhouette d'un enfant découpée dans un mur criblé de balles, et est accompagné d'une plaque commémorative. La plaque au pied du mémorial porte l'inscription suivante : 

« À Treptow sont morts 15 personnes, victimes du mur de Berlin. Parmi eux figurent deux enfants, Jörg Hartmann, 10 ans, et Lothar Schleusener, 13 ans, abattus le 14 mars 1966. »

## Film documentaire
- (de) Simone Warias et Friedrich Herkt, Geboren 1955 – Erschossen 1966, Mitteldeutscher Rundfunk, 2001.